# Kameroen op de Olympische Zomerspelen 2016
Kameroen nam deel aan de Olympische Zomerspelen 2016 in Rio de Janeiro, Brazilië. 24 atleten behoren tot de selectie, actief in zes sporten. Bokser Wilfried Ntsengue droeg de Kameroense vlag tijdens de openings- en de sluitingsceremonie. Voor de tweede maal op rij bestond de meerderheid van de olympische ploeg uit vrouwen, met name door het vrouwenvolleybalelftal.
Voor het eerst sinds 1996 won Kameroen geen olympische medaille. Worstelaar Annabelle Ali kwam het meest dichtbij: ze verloor in de klasse tot 75 kilogram bij het worstelen vrije stijl van de Russin Jekaterina Boekina in de bronzen finale.

## Deelnemers en resultaten
(m) = mannen, (v) = vrouwen 

### Atletiek
| Olympiër                | Discipline             | Resultaat | Prestatie                                                    |
| ----------------------- | ---------------------- | --------- | ------------------------------------------------------------ |
| Joëlle Mbumi Nkouindjin | hink-stap-springen (m) | 36e       | kwalificatie groep B: 19de met 13,11m                        |
| Auriol Dongmo           | kogelstoten (v)        | 12e       | kwalificatie groep B: 5de met 17,92m finale: 12de met 16,99m |

### Boksen
| Olympiër             | Discipline | Resultaat | Prestatie                                                        |
| -------------------- | ---------- | --------- | ---------------------------------------------------------------- |
| Simplice Fotsala     | –49kg (m)  | 17e       | 1ste ronde: V van GBR Yafai: 0–3                                 |
| Mahaman Smaila       | –64kg (m)  | 17e       | 1ste ronde: V van TUR Gözgeç: 0–3                                |
| Wilfried Ntsengue V  | –75kg (m)  | 9e        | 1ste ronde: W van COL Vivas: 2–1 2de ronde: V van EGY Abdin: 0–3 |
| Hassan N'Dam N'Jikam | –75kg (m)  | 17e       | 1ste ronde: V van BRA Borges: 0–3                                |

### Gewichtheffen
| Olympiër             | Discipline | Resultaat | Prestatie                                                    |
| -------------------- | ---------- | --------- | ------------------------------------------------------------ |
| Petit Minkoumba      | –94kg (m)  | 16e       | trekken: 16de met 140kg stoten: 16de met 165kg totaal: 305kg |
|                      |            |           |                                                              |
| Archangeline Fouodji | –69kg (v)  | 14e       | trekken: 16de met 82kg stoten: 14de met 105 kg totaal: 187kg |

### Judo
| Olympiër         | Discipline | Resultaat | Prestatie                               |
| ---------------- | ---------- | --------- | --------------------------------------- |
| Vanessa Atangana | –78kg (v)  | 17e       | 1ste ronde: V van POL Pogorzelec: shido |

### Volleybal
| Olympiër | Discipline | Resultaat | Prestatie |
| --- | ---------- | --------- | --- |
| Stéphanie Fotso Mogoung Christelle Tchoudjang A Raïssa Nasser L Théorine Aboa Mbeza Laetitia Moma Bassoko Henriette Koulla Berthrade Bikatal Victoire L'or Ngon Ntame Fawziya Abdoulkarim Madeleine Bodo Essissima Yolande Amana Guigolo Emelda Piata Esszi | zaal (v)   | 11e       | groepsfase: 6de V van Brazilië: 0-3 (14-21, 21-25, 13-25) V van Japan: 0-3 (20-25, 15-25, 17-25) V van Rusland: 0-3 (19-25, 22-25, 23-25) V van Argentinië: 2-3 (25-19, 19-25, 28-26, 21-25, 13-15) V van Zuid-Korea: 0-3 (15-25, 22-25, 20-25) |

| # | Ploeg      | Punten | Wedstrijden | Wedstrijden | Wedstrijden | Spelpunten | Spelpunten | Spelpunten | Sets | Sets | Sets  |
| # | Ploeg      | Punten | G           | W           | V           | W          | V          | Ratio      | W    | V    | Ratio |
| - | ---------- | ------ | ----------- | ----------- | ----------- | ---------- | ---------- | ---------- | ---- | ---- | ----- |
| 1 | Brazilië   | 15     | 5           | 5           | 0           | 377        | 272        | 1,386      | 15   | 0    | —     |
| 2 | Rusland    | 12     | 5           | 4           | 1           | 393        | 323        | 1,216      | 12   | 4    | 3,000 |
| 3 | Zuid-Korea | 9      | 4           | 3           | 2           | 384        | 372        | 1,032      | 10   | 7    | 1,428 |
| 4 | Japan      | 6      | 5           | 2           | 3           | 347        | 364        | 0,953      | 7    | 9    | 0,777 |
| 5 | Argentinië | 2      | 5           | 1           | 4           | 319        | 407        | 0,783      | 3    | 14   | 0,214 |
| 6 | Kameroen   | 1      | 5           | 0           | 5           | 328        | 410        | 0,800      | 2    | 15   | 0,133 |

| Ronde       | Datum | Lokale tijd | MEZT           | Plaats     | Land | Score    | Land |
| ----------- | ----- | ----------- | -------------- | ---------- | ---- | -------- | ---- |
| Groepsfase  |       |             |                |            |      |          |      |
| 6 augustus  | 15:00 | 20:00       | Rio de Janeiro | Brazilië   | 3–0  | Kameroen |      |
| 8 augustus  | 11:35 | 16:35       | Rio de Janeiro | Japan      | 3–0  | Kameroen |      |
| 10 augustus | 17:05 | 22:05       | Rio de Janeiro | Rusland    | 3–0  | Kameroen |      |
| 12 augustus | 11:35 | 16:35       | Rio de Janeiro | Argentinië | 3–2  | Kameroen |      |
| 14 augustus | 11:35 | 16:35       | Rio de Janeiro | Zuid-Korea | 3–0  | Kameroen |      |

### Worstelen
| Olympiër       | Discipline  | Resultaat   | Prestatie |
| Vrije stijl    | Vrije stijl | Vrije stijl | Vrije stijl |
| -------------- | ----------- | ----------- | --- |
| Rebecca Muambo | –48kg (v)   | 16e         | voorronde: V van BUL Yankova: 0–4 |
| Joseph Essombe | –53kg (v)   | 16e         | voorronde: vrij 1ste ronde: V van VEN Arguëllo: 0–8 |
| Annabelle Ali  | –75kg (v)   | 5e          | voorronde: vrij 1ste ronde: W van VEN Weffer: 6–0 kwartfinale: V van KAZ Manjoerova: 6–8 herkansingen: W van HUN Németh: 5–2 bronzen finale: V van RUS Boekina: 3–5 |